# Paroisse d'Alnwick
Pour les articles homonymes, voir Alnwick (homonymie).
Alnwick est une communauté rurale du Nouveau-Brunswick au Canada, située dans le comté de Northumberland. Elle fait partie de la commission de services régionaux du Grand Miramichi et comprend les districts de services locaux d'Alnwick, Fair Isle, Oak Point-Bartibog Bridge et Tabusintac.

## Toponymie
La communauté est probablement nommée d'après la ville d'Alnwick, au Royaume-Uni.

## Géographie
Alnwick est généralement considérée comme faisant partie de l'Acadie.

### Géologie
Le sous-sol d'Alnwick est composé principalement de roches sédimentaires du groupe de Pictou datant du Pennsylvanien (entre 300 et 311 millions d'années).

### Villages et hameaux
La communauté d'Alnwick comprend les hameaux d'Allainville, Lagacéville, Lavilette, Saint-Wilfred, Village-Drisdelle (Drisdelle Settlement) et Village-Saint-Laurent.

## Histoire
La paroisse d'Alnwick est située dans le territoire historique des Micmacs, plus précisément dans le district de Sigenigteoag, qui comprend l'actuel côte Est du Nouveau-Brunswick, jusqu'à la baie de Fundy.
En 1825, le territoire est touché par les Grands feux de la Miramichi, qui dévastent entre 10 000 km2 et 20 000 km2 dans le centre et le nord-est de la province et tuent en tout plus de 280 personnes,.
La paroisse Saint-Augustin de Lagacéville est érigée en 1907. Le premier curé, Wilfred Lagacé, entreprend la construction d'une église, qui est ralenti par sa démolition partielle par une tempête durant la construction. L'église et le presbytère sont détruits par la foudre le 15 août 1947. Les travaux d'une nouvelle église commencent l'année même et se poursuivent l'année suivante. Les religieuses de Marie-Auxilliatrice, dites Salésiennes, s'installent à Lagacéville en 1959. Une chapelle est bâtie à Lavilette après 1962 pour mieux desservir Allainville et Lavilette.
La municipalité du comté de Northumberland est dissoute en 1966. Alnwick est alors une paroisse civile et devient en 1967 un district de services locaux (DSL), qui comprend l'autorité taxatrice de Barryville-New Jersey.
L'école René-Chouinard est inaugurée en 1986.
La paroisse d'Alnwick est l'une des localités organisatrices du IVe Congrès mondial acadien, en 2009.
La caisse populaire de Lagacéville ferme en 2010, à la suite d'une vague de regroupements.
Le 1er janvier 2023, Alnwick devient une municipalité par la réunion de zones non incorporées, dans le cadre de la réforme territoriale de la province.

## Démographie
| 2001  | 2006  | 2011  | 2016  |
| ----- | ----- | ----- | ----- |
| 6 566 | 6 152 | 3 771 | 3 640 |

| 2021  | - | - | - |
| ----- | - | - | - |
| 3 615 | - | - | - |

## Politique et administration

### Représentation fédérale et provinciale
Alnwick fait partie de la circonscription fédérale de Miramichi—Grand Lake et de la circonscription provinciale de Baie-de-Miramichi—Neguac.

### Administration municipale
La municipalité est dirigée par un conseil municipal de six membres, dont le maire, élus pour quatre ans. Les premières élections ont eu lieu le 28 novembre 2022.
| Période          | Période  | Identité         | Étiquette | Qualité |
| ---------------- | -------- | ---------------- | --------- | ------- |
| 1er janvier 2023 | en cours | Ernest Robichaud |           |         |

## Vie locale

### Éducation
L'école René-Chouinard accueille les élèves de la maternelle à la huitième année. C'est une école publique francophone faisant partie du sous-district 9 du district scolaire Francophone Nord-Est. Les élèves doivent poursuivre leurs études à Néguac jusqu'en douzième année. La ville de Shippagan compte le CCNB-Péninsule acadienne et un campus de l'Université de Moncton.
Les anglophones bénéficient d'une école à Brantville accueillant les élèves de la maternelle à la huitième année. Ils doivent ensuite poursuivre leurs études à Miramichi. Les établissements d'enseignement supérieurs anglophones les plus proches sont à Fredericton ou Miramichi.
Il y a une bibliothèque publique à Tracadie-Sheila. Le bibliobus du Nord fait toutefois un arrêt à Lagacéville et à Lavilette.

### Autres services publics
Le bureau de poste et le détachement de la Gendarmerie royale du Canada les plus proches sont situés à Néguac.
Les francophones bénéficient du quotidien L'Acadie nouvelle, publié à Caraquet, ainsi que de l'hebdomadaire L'Étoile, de Dieppe. Les anglophones bénéficient quant à eux du quotidien Telegraph-Journal, publié à Saint-Jean et de l'hebdomadaire Miramichi Leader, publié à Miramichi.

### Religion
L'église Saint-Augustin de Lagacéville et l'église Saint-Dominique-Savio de Lavilette sont des églises catholiques romaines faisant partie du diocèse de Bathurst.
Liste des curés successifs de la paroisse Saint-Augustin:
Curés résidents
- 1907-1915: Wilfred Lagacé

Missionnaires (de la paroisse Saint-Bernard de Néguac)
- 1915-1917: George Gauvin
- 1917-1922: Joseph B. Saidon
- 1922-1926: Alphée Babineau
- 1926-1933: François Bergeron
- 1933-1938: François Lamonde

Curés résidents
- 1938-1940: L.-Michel Maillet
- 1940-1948: Arthur Duguay
- 1948-1958: Rodolphe Doucet
- 1958-1960: Léandre Landry
- 1960-1962: J.-Patrice Doucet
- 1962-1968: Stanislas Dionne
- 1968-1969: Étienne Chiasson
- 1969-1971: Gervais Leblanc
- 1971-1975: Léo Lanteigne
- 1975-19??: René Chouinard

## Culture

### Personnalités
- Serge Robichaud, militaire et homme politique, né à Saint-Wilfred.

### Alnwick dans la culture
La paroisse est mentionnée dans le recueil de poésie La terre tressée, de Claude Le Bouthillier.